# Кукушкин, Вадим Юрьевич
Вади́м Ю́рьевич Куку́шкин (род. 26 июня 1956, Ленинград) — российский химик, доктор химических наук (1992 г.), профессор (1997 г.), академик РАН по Отделению химии и наук о материалах (2019 г.).
Специалист в области реакционной способности координационных соединений, органического синтеза с участием комплексов металлов и невалентных взаимодействий в химии. Один из наиболее цитируемых российских учёных-химиков, самый цитируемый учёный (2008–2013 гг.) и  учёный-химик (с 2005 г.) Санкт-Петербургского государственного университета.
ORCID: 0000-0002-2253-085X.

## Биография
Сын советского и российского химика Ю. Н. Кукушкина. Окончил школу №38 с углублённым изучением физики (Ленинград, 1973 г.), учился и с отличием закончил Ленинградский технологический институт имени Ленсовета (1973–1979 гг.), затем аспирантуру на кафедре химической технологии органических красителей и фототропных соединений (1979–1982 гг.) того же института под руководством проф. Ельцова А.В.
Кандидат (1982 г.; Ленинградский технологический институт имени Ленсовета), доктор (1992 г.; Санкт-Петербургский государственный университет) химических наук, член-корреспондент РАН (2006–2019 гг.), академик РАН (с ноября 2019 г.). Профессор Санкт-Петербургского государственного университета (с 1996 г.); заведующий кафедрой физической органической химии химического факультета Санкт-Петербургского государственного университета (март 2007 – сентябрь 2021 гг.); почётный профессор Санкт-Петербургского государственного университета (с 2019 г.); главный научный сотрудник (по совместительству) Института высокомолекулярных соединений РАН (2008–2022 гг.); приглашённый ведущий учёный кафедры материаловедения и физико-химии материалов Южно-Уральского государственного университета (2020–2024 гг.); заслуженный приглашённый профессор (Distingushed Chair Professor) Национального университета науки и технологии Тайваня (с 2007 г.); четырежды Соросовский профессор (2001–2004 гг.), иностранный член Academia das Ciências de Lisboa (исторически сложившееся название Национальной академии наук Португалии) (с 2011 г.), почётный доктор Universidade de Lisboa, Португалия (с 2019 г.), действительный член European Academy of Sciences (c 2020 г.).

## Научная и педагогическая деятельность
Автор и соавтор более 420 научных статей индексированных в Web of Science, 4 патентов РФ, 6 европейских патентов, 3 авторских свидетельств и 9 монографий.
Научный руководитель кандидатской диссертации и консультант докторской диссертации Н. А. Бокач, получившей премию Президента Российской Федерации в области науки и инноваций для молодых учёных за 2012 год. Научная школа В. Ю. Кукушкина в 2013 году внесена в «Реестр ведущих научных и научно-педагогических школ Санкт-Петербурга».
Кукушкин В. Ю. был приглашённым профессором в Институте молекулярных наук (англ.) (Япония) в 1991 году, Осакском Университете в 1996 году, Университете Вены в 1999 году, Техническом университете (Португалия) в 2004 году и заслуженным приглашённым профессором в Университете Толедо (Огайо, США) в 1994 году. Выступал с приглашёнными лекциями в Национальной академии наук (Португалия) и Академии наук Периколланти (Италия).

## Признание заслуг
- Орден Дружбы (5 февраля 2024 года) «за большой вклад в развитие отечественной науки, многолетнюю плодотворную деятельность и в связи с 300-летием со дня основания Российской академии наук»[7]
- Премия имени Л. А. Чугаева Российской академии наук «за выдающиеся работы в области химии комплексных соединений». Присуждена за цикл работ «Металлопромотируемые и металлокатализируемые превращения малых молекул» (2021 г.)
- Премия имени А. Н. Несмеянова Российской академии наук «за выдающиеся работы в области химии элементоорганических соединений». Присуждена за цикл работ «Элементоорганическая химия стабильных карбенов» (2024 г.)
- Премия имени Д. И. Менделеева (номинация – химические науки; 2011 г.) Правительства Санкт-Петербурга. «За цикл работ по исследованию металлоактивированных субстратов».
- Премия имени Д. К. Чернова (номинация – материаловедение; 2023 г.) Правительства Санкт-Петербурга. Постановление Правительства Санкт-Петербурга от 23.05.2023 № 483). «За вклад в развитие супрамолекулярной химии галогенной и халькогенной связей, в том числе для решения практических задач в отношении конструирования кристаллов, органического катализа и люминесцентных материалов»
- Награждён премией Reaxys Award Russia 2019, учреждённой компанией Elsevier и Российским химическим обществом им. Д.И. Менделеева, в номинации «количество цитирований статей в области химии и наук о материалах среди высокоцитируемых авторов» (2019 г.). В мировом рейтинге платформы Research.com получил звание лидера – Chemistry in Russia Leader Award (2023 г.)
- Общенациональная премия «Профессор года» Российского профессорского собрания (2023 г.)
- LXXVIII Менделеевский чтец (2024 г.)
- Почётный знак и диплом Российского химического общества имени Д. И. Менделеева «за многолетнее активное участие в работе общества и выдающиеся заслуги перед химической наукой» (2024 г.)
- В 2016 г. португальской стороной в знак признания выдающегося вклада В. Ю. Кукушкина в развитие научного сотрудничества между Centro de Química Estrutural Instituto Superior Técnico (Лиссабон) и Санкт-Петербургским государственным университетом ему присуждён Distinguished Fellow Award
- Решением Учёного совета ИОНХ РАН им. Н. С. Курнакова «за достижения в области координационной химии» награждён медалями И. И. Черняева (2007 г.) и Л. А. Чугаева (2009 г.).
- За цикл работ по структурным эффектам в комплексах металлов в 1992 г. награждён премией Королевского физиографического общества (Швеция)
- За цикл работ, опубликованных в журналах Королевского химического общества (Великобритания), награждён грантом для «лучших зарубежных авторов» (2001 г.)
- В 2005 г. получил премию РФФИ «За лучший аналитический обзор»
- Один из немногих сотрудников Санкт-Петербургского государственного университета, который является обладателем сразу двух престижных премий Университета: «За педагогическое мастерство» (2004 г.) и «За лучший цикл научных работ» (2006 г.). В 2009 г. получил премию ректора Университета для самых цитируемых учёных СПбГУ

## Почётные звания университетов
* Почётный профессор Санкт-Петербургского государственного технологического института (с 2024 г.)
* Почётный доктор Universidade de Lisboa, Португалия (с 2019 г.)
* Почётный профессор Санкт-Петербургского государственного университета (с 2019 г.);
* Заслуженный профессор (Distingushed Chair Professor) Национального университета науки и технологии Тайваня[англ.] (с 2007 г.)
* Четырежды Соросовский профессор (2001–2004 гг.)

## Организация научных конференций и симпозиумов
Член Международных советов International Symposium on Homogeneous Catalysis (International Advisory Board Member, 2009–2020 гг.), International Conference on Noncovalent Interactions (International Advisory Board Member, с 2019 г.), Asian Conference on Coordination Chemistry (International Committee Member, с 2020 г.).
Член оргкомитета XIX (Волгоград, сентябрь 2011 г.), XX (Екатеринбург, сентябрь 2016 г.), XXI  (Санкт-Петербург, сентябрь 2019 г.), XXII (Сочи, 2024 г.) Менделеевского съезда.
Сопредседатель конференции и председатель местного оргкомитета XXIV Международной Чугаевской конференции по координационной химии (Санкт-Петербург, 15–19 июня 2009 г.), член оргкомитетов XXV (Суздаль, 2011), XXVI (Казань, 2014), XXVII (Нижний Новгород, 2017),  XXVIII (Туапсе, 2021) Международных Чугаевских конференций по координационной химии.
Председатель оргкомитета российско-японского симпозиума «Кросс-сочетание в органической и металлоорганической химии» (Санкт-Петербург, 20–21 сентября 2009 г.); заместитель председателя оргкомитета Всероссийской молодёжной конференции-школы «Идеи и наследие А. Е. Фаворского в органической и металлоорганической химии XXI века» (Санкт-Петербург, 23–26 марта 2010 г.); председатель местного оргкомитета кластера конференций ChemWasteChem, состоящего из конференций «Химия и полная переработка биомассы леса» и VI Всероссийской конференции «Химия и технология растительных веществ», а также симпозиума некоммерческого партнёрства институтов РАН «ОрХиМед»: «Разработка лекарственных и физиологически активных соединений на основе природных веществ» (Санкт-Петербург, 14–18 июня 2010 г.); сопредседатель российско-тайваньского симпозиума «Joint Taiwan-Russia Symposium on Organometallic Chemistry» (Тайбэй, Тайвань, 18 июля 2010 г.); член комитета по проведению в России Международного года химии; председатель местного оргкомитета симпозиума Frontiers of Organometallic Chemistry, FOC-2012 (Санкт-Петербург, 21–22 сентября 2012 г.); сопредседатель российско-тайваньского симпозиума «2nd Taiwan-Russia Symposium on Organometallic Chemistry» (Санкт-Петербург, 21–22 сентября 2012 г.), председатель местного оргкомитета ежегодной встречи Исполкома Международного союза теоретической и прикладной химии (Санкт-Петербург, 21–22 октября 2012 г.), председатель местного оргкомитета кластера конференций ОргХим-2013, состоящего из III Всероссийской конференции по органической химии" (посвящённой 200-летию со дня рождения Н. Н. Зинина), симпозиума «Химия ацетилена» (посвящённого 100-летию со дня рождения А. А. Петрова), всероссийской конференции-школы «Химическое строение, физиологическая активность и биотехнология органических соединений растительного сырья», конференции «Возобновляемые растительные ресурсы и органическая химия» (Renewable Resources, RR-2013) и молодёжной конференции-школы «Физико-химические методы анализа в органической химии» (Санкт-Петербург, 17–21 июня 2013 г.); председатель местного оргкомитета кластера конференций ОргХим-2016 (27 июня–01 июля 2016 г.), член международного организационного комитета 7th EuCheMS Conference on Nitrogen Ligands, Lisbon (September 4th–7th, 2018).

## Организация олимпиад школьников и научных конкурсов
- Председатель жюри Санкт-Петербургской городской открытой олимпиады школьников по химии (2012 г.); председатель методической комиссии по направлению «химия» Олимпиады школьников СПбГУ (2013–2021 гг.)
- Председатель жюри конкурса ИНЭОС Open Cup (Москва, 2017 г.) и конкурса молодых учёных ИНЭОС Open Cup (Москва, 2021 г.).

## Членство в редколлегиях научных журналов и подготовка специальных выпусков
Член редколлегий «Журнала общей химии» (с 2004 г.), «Журнала прикладной химии» (с 2006 г.), «Макрогетероциклы» (2008–2011 гг.), «Известия РАН. Серия химическая» (с 2010 г.), «Успехи химии» (с 2014 г.), «Башкирского химического журнала» (с 2018 г.), «Журнала неорганической химии» (с 2018 г.), «INEOS OPEN» (член редколлегии 2018–2021 гг.; с 2021 г. член International Advisory Board), Mendeleev Communications (c 2020 г.), Координационная химия (с 2020 г.), международных журналов Inorganica Chimica Acta (c 2003 г.), Trends in Inorganic Chemistry (2005–2015 гг.), Open Inorganic Chemistry Journal (2007–2014 гг.), Letters in Organic Chemistry (2007–2010 гг.), Current Inorganic Chemistry (2010–2016 гг.), Journal of the Chinese Chemical Society (2011–2015 гг.), New Materials, Compounds, and Applications (2017–2022 гг.), Crystals (c 2018 г.) и Chemistry – An Asian Journal (с 2022 г. член International Advisory Board).
Ответственный за региональный выпуск «Химия в университетах и научных центрах Санкт-Петербурга» (Известия АН. Серия химическая, 2012, выпуск 4); выпускающий редактор номера журнала «Успехи химии» (№ 6, 2015 г.) с обзорами исследователей из Института химии Санкт-Петербургского государственного университета.

## Участие в работе химических обществ
- Вице-президент Российского химического общества им. Д. И. Менделеева[30] (с 2016 г.)
- Председатель правления Санкт-Петербургского отделения Российского химического общества им. Д. И. Менделеева (2012–2022 гг.), первый заместитель председателя правления Санкт-Петербургского отделения Российского химического общества им. Д. И. Менделеева (2008–2012 гг.)
- Член президиума правления Российского химического общества им. Д. И. Менделеева (с 2011 г.), член правления Российского химического общества им. Д. И. Менделеева (2008–2011 гг.)
- Председатель всероссийской Секции общей и неорганической химии Российского химического общества им. Д. И. Менделеева (2007–2017 гг.).
- Национальный представитель (2010–2011 гг.), затем ассоциированный (2011–2015 гг.) член[31] Международного союза теоретической и прикладной химии[32] (IUPAC) по отделению «Физическая и биофизическая химия». С 2016 г. IUPAC Fellow.
- Член Национального комитета российских химиков при Президиуме РАН[33] (с 2010 г.).

## Участие в работе системыРоссийской академии наук
- заместитель академика-секретаря Отделения химии и наук о материалов РАН (с 2020 г.); член бюро[34] Отделения химии и наук о материалов РАН (с 2013 г.)
- член Научного совета по неорганической химии РАН[35] (с 2010 г.); член секции элементоорганической химии Научного совета по органической химии РАН[36] (с 2010 г.); член Научного совета по химической физике, строению и реакционной способности РАН (с 2016 г.); член Комиссии РАН по химии и технологии платиновых металлов (с 2010 г.); член секции "Физическая химия нано- и супрамолекулярных систем" Научного совет РАН по физической химии (с 2024 г.)
- член комиссии по присуждению премии РАН им. А. Н. Несмеянова (2009–2022 гг.); премии РАН имени Л. А. Чугаева (с 2023 г.); премии РАН имени В. А. Коптюга (с 2023 г.); Золотой медали РАН имени Менделеева (с 2023 г.)
- член Совета РАН по работе с учёными-соотечественниками, проживающими за рубежом (2009–2012 гг.)
- заместитель председателя Межведомственного Северо-Западного совета при РАН по фундаментальным и прикладным исследованиям (2008–2010 гг.).

## Участие в работе советовСанкт-Петербургского государственного университета
- член Экспертного совета Санкт-Петербургского государственного университета (2010–2012 гг.);
- член Учёного совета химического факультета и затем Института химии Санкт-Петербургского государственного университета (2006–2017 гг.);
- член диссертационного совета Д 212.232.28 по органической химии (2009–2014 гг.).

## Экспертная деятельность
Член комиссии Президента РФ по грантам (с 2007 г.), член Совета по грантам Правительства Российской Федерации (с 2012–2020 гг.), член Совета Российского фонда фундаментальных исследований (2008–2016 гг.), член Экспертного совета Российского научного фонда (с 2014 г.), координатор секции химии и наук о материалах Экспертного совета Российского научного фонда (2017–2018 гг.), координатор секции химии Экспертного совета по Президентской программе Российского научного фонда (2019–2023 гг.), член экспертной группы Совета по науке при Минобрнауки по направлению «химия и науки о материалах» (с 2013 г.), представитель Российского фонда фундаментальных исследований в EuroChem (совет представителей по химии основных научных фондов стран Европы) (2011–2014 гг.), член рабочей группы по сотрудничеству в области инноваций в промышленности и прикладных исследованиях смешанной австрийско-российской правительственной комиссии (2009–2010 гг.), руководитель экспертного совета референтной группы № 6 «Органическая и координационная химия» ФАНО (2016–2018 гг.), член Совета по присуждению премий Правительства Российской Федерации в области науки и техники (с 2024 г.), член совета по стипендиям Президента Российской Федерации для аспирантов и адъюнктов (с 2024 г.).
.

## Внепрофессиональная деятельность
Член Театрального (с 2001 г.) и Филармонического (с 2004 г.) обществ Санкт-Петербурга.